# Chaudière-Appalaches
Chaudière-Appalaches è la più vasta regione amministrativa della provincia canadese del Québec, situata sulla riva sud del fiume San Lorenzo, prossima alla città di Québec. Ha una superficie di 15.216 km², e nel 2005 possedeva una popolazione di 399.563 abitanti.

## Suddivisioni
La regione si compone di 9 municipalità regionali di contea.
Municipalità Regionali di Contea
- Beauce-Sartigan, con capoluogo la città di Saint-Georges
- Bellechasse, con capoluogo la città di Saint-Lazare-de-Bellechasse
- L'Amiante, con capoluogo la città di Thetford Mines
- La Nouvelle-Beauce, con capoluogo la città di Sainte-Marie
- Les Etchemins, con capoluogo la città di Lac-Etchemin
- L'Islet, con capoluogo la città di Saint-Jean-Port-Joli
- Lotbinière, con capoluogo la città di Saint-Apollinaire
- Montmagny, con capoluogo la città di Montmagny
- Robert-Cliche, con capoluogo la città di Beauceville

Municipalità al di fuori delle MRC:
- città di Lévis